# Gra fabularna

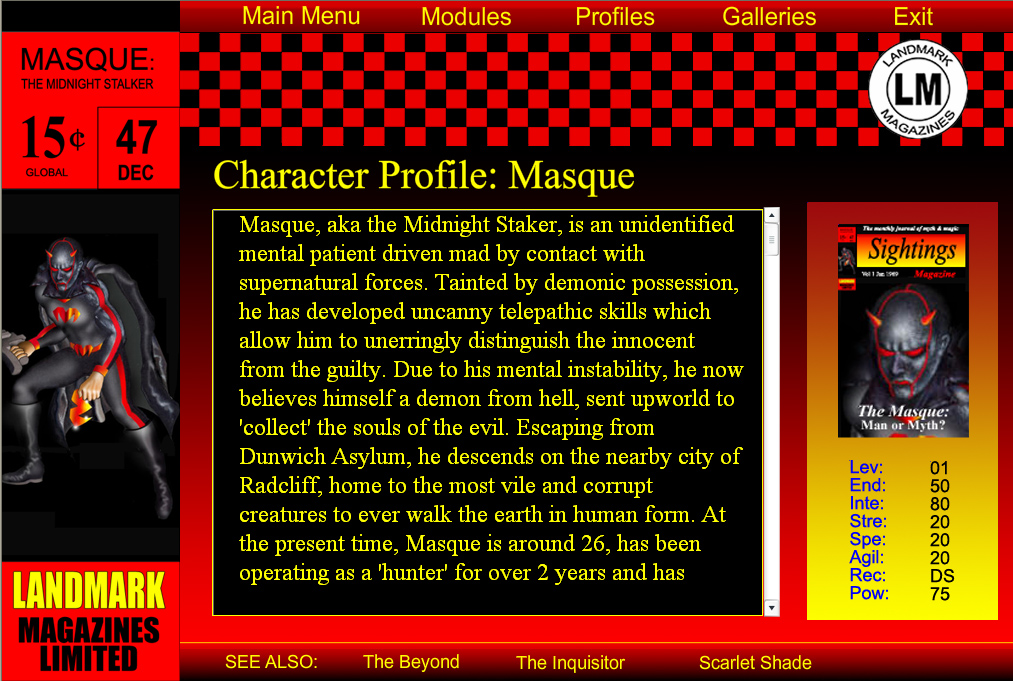
Przykładowy opis postaci

Gra fabularna (inaczej RPG, z ang. role-playing game, nieraz zwana grą wyobraźni, potocznie erpegiem lub rolplejem) – gra towarzyska oparta na narracji, w której gracze (od jednego do kilku) wcielają się w role fikcyjnych postaci. Cała rozgrywka toczy się zazwyczaj w fikcyjnym świecie, istniejącym tylko w wyobraźni grających. Jej celem na ogół jest rozegranie gry według zaplanowanego scenariusza i osiągnięcie umownie określonych lub indywidualnych celów, przy zachowaniu wybranego zestawu reguł, zwanego mechaniką gry. Oprócz tradycyjnych gier fabularnych, tzw. „pen and paper”, istnieją też ich elektroniczne odpowiedniki – komputerowe gry fabularne.

## Wstęp

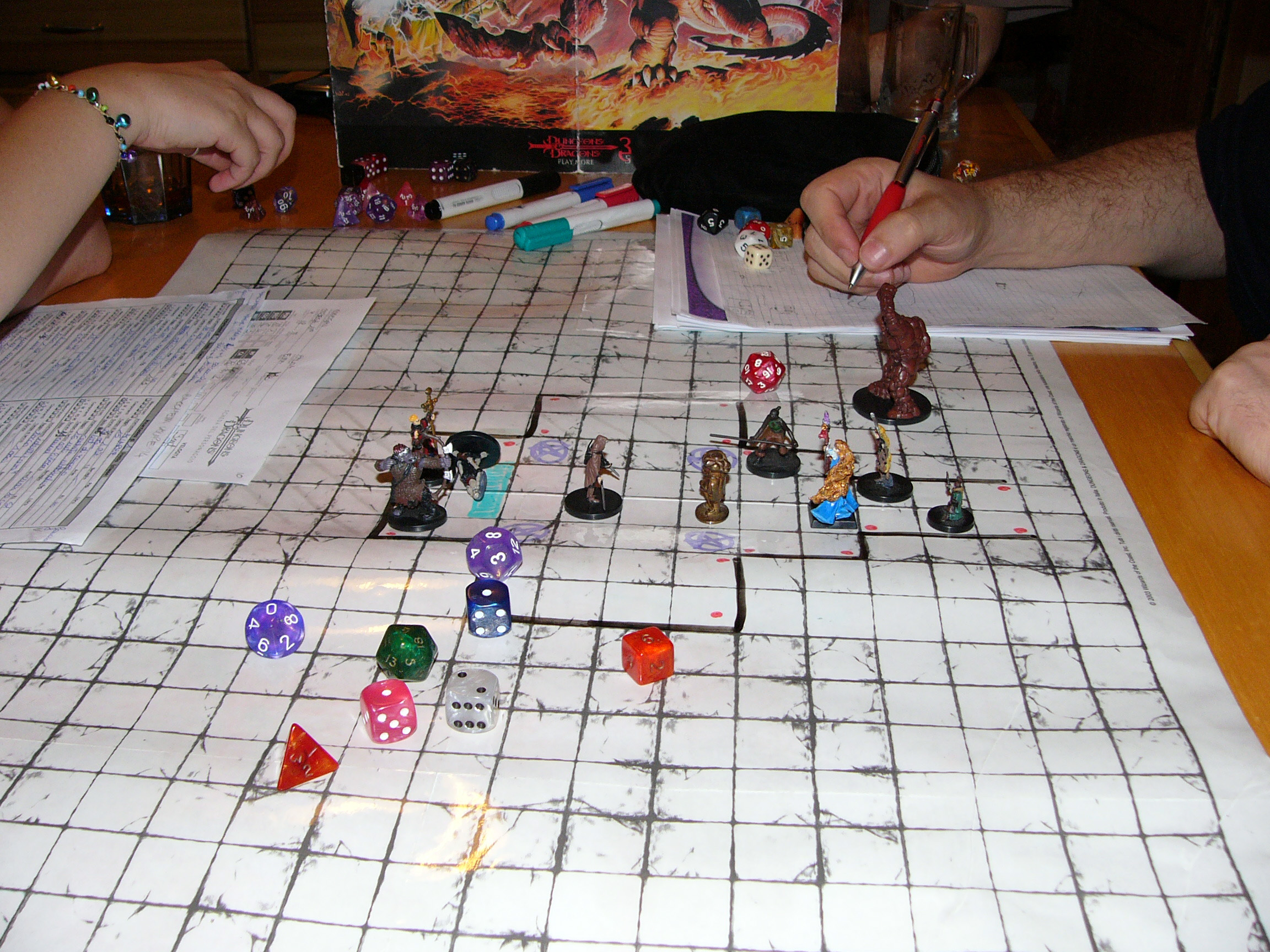
Przykładowa rozgrywka gry fabularnej

Klasyczną grę fabularną można porównać do teatru improwizacji, w którym osoba prowadząca (zwana mistrzem gry) odgrywa rolę autora scenariusza, reżysera, narratora i zazwyczaj aktora ról postaci drugoplanowych. Natomiast gracze, czyli osoby biorące udział w grze, są aktorami pierwszoplanowymi, nieznającymi wszakże scenariusza i zmuszonymi improwizować oraz reagować na sytuacje, jakie stawia przed nimi mistrz gry. Jeżeli graczy jest wielu, mogą dobierać się w drużyny. Natomiast jeżeli w rozgrywce bierze udział wyłącznie jeden gracz, mistrz gry organizuje tzw. solówkę.
Cała rozgrywka toczy się w ramach spotkań – sesji – odbywających się w odpowiednich pomieszczeniach. Rozgrywka jest konstruowana prawie wyłącznie w oparciu o słowne opisy, czasem wspomagane muzyką lub taktyczną planszą. Mistrz gry opisuje graczom ich otoczenie i akcje wykonywane przez bohaterów niezależnych, gracze natomiast opisują czynności wykonywane przez ich postaci. Do zadań mistrza gry należy również decyzja, które akcje podejmowane przez graczy osiągną zamierzone efekty, a które nie. Stopień dozwolonej identyfikacji między graczami a odgrywanymi przez nich postaciami – wypowiadanie się w pierwszej osobie, wykorzystanie rekwizytów, kontakt fizyczny z pozostałymi graczami – jest kwestią umowną i zależy wyłącznie od stopnia immersji (zanurzenia) graczy w opisywany świat gry.
Pierwszą komercyjnie dostępną grą fabularną na świecie była pierwsza edycja Dungeons & Dragons. Opublikowana w 1974 roku przez firmę TSR zarządzaną przez prekursorów serii: Gary'ego Gygaxa, Dany'ego Arnesona i Dona Kaye'a. Aktualnie grę wydaje Wizards of the Coast, przedsiębiorstwo zależne od Hasbro. Wywodzi się ona z miniaturowych gier figurkowych, jako wariant gry Chainmail zawierającej zbliżony system rozgrywki. Publikacja D&D jest szeroko uznawana za początek nowoczesnych gier RPG i, co więcej, całego przemysłu role-playing. 

## System
System jest jednym z podstawowych pojęć w terminologii RPG. Zazwyczaj rozumie się go jako połączenie opisu świata z mechaniką gry, zawarte w jednym lub więcej podręcznikach. Opisuje miejsce, w jakim rozgrywa się akcja gry. Opis taki może sięgać od geografii, poprzez historię, socjologię, religię czy biologię, po obowiązujące w danym świecie prawa fizyki (nierzadko uwzględniające przekroczenie typowego ich pojęcia poprzez wprowadzenie magii lub zaawansowanego mistycyzmu). Skrupulatny opis świata pozwala na toczenie w nim różnorodnych typów rozgrywek, dlatego mistrzowie gry nierzadko decydują się na rozszerzanie podręcznikowych systemów w celu rozegrania konkretnych, złożonych scenariuszy. Jeżeli takich modyfikacji jest większa liczba, uzyskują miano systemów autorskich. Z drugiej strony, niektóre gry ograniczają opis świata do minimum, w ten sposób zachęcając graczy do wspólnego tworzenia świata.

### Konwencje
Światy, w jakich toczą się akcje gier fabularnych można podzielić według konwencji, w których są utrzymane – podobnie jak dzieli się dzieła literackie. Istnieją systemy w konwencjach fantasy, science fiction, cyberpunk, horror, a także wzorowane (mniej lub bardziej dokładnie) na realiach historycznych wybranej epoki oraz na współczesności. Można też podzielić je według podejścia do odwzorowywania rzeczywistości, na przykład na systemy realistyczne i heroiczne.

### Podręczniki i scenariusze
Reguły rządzące poszczególnymi systemami zwyczajowo zawarte są w podręcznikach, z których treścią (możliwie najdokładniej) powinni się zapoznawać zarówno gracze – przygotowując rolę, które będą odgrywać – jak również mistrz gry przygotowujący sesje. Na podstawie podręczników mistrz gry opracowuje scenariusz, który definiuje miejsce i czas akcji gry, jej cel, bohaterów oraz użyte rekwizyty. Bardziej rozbudowane scenariusze mogą doczekać się wydania w formie dodatków do podręcznika gry, stanowiących rozszerzenie zasad, opisów i tematyki gry fabularnej.

### Realizacja gry
Realizacja gry następuje wtedy, gdy mistrz gry rozdaje graczom karty ról postaci. Następnie dokonuje krótkiego wprowadzenia objaśniającego sytuację scenariuszową, funkcje poszczególnych graczy oraz wyznaczony cel gry. Potem rozpoczyna się właściwa akcja gry, którą koordynuje mistrz gry. Gdy scenariusz się kończy, następuje podsumowanie historii i jej zakończenie.

### Mechanika
Nieodłącznym niemal elementem systemów są opisy mechaniki rozgrywki. Stanowią je zazwyczaj określone zestawy wzorów matematycznych lub słownych określeń, pozwalających określić wpływ poszczególnych czynników na efekt danej akcji. Przykładowo, na powodzenie próby otwarcia przez postać zamka wytrychem wpłynąć mogą: zręczność palców, typ wytrycha czy stopień skomplikowania mechanizmu, a czasem nawet tak abstrakcyjne współczynniki jak szczęście postaci, czy znaczenie otwarcia tegoż zamku dla tworzonej historii. Do opisu poszczególnych czynników stosowane są ustalone zestawy parametrów mierzalnych, jak np. masa czy rozmiar przedmiotów, lub przybliżanych, takich jak stopień niewygody pancerza lub gęstość mgły. Współczynniki przybliżane zazwyczaj określa się wartością punktową (np. w skali od 0 do 10), procentową, słownie (według umownej skali, np. od „fatalnie” poprzez „średnio” do „doskonale”) lub opisowo.
Przykładem zestawu umownie określonych parametrów jest stosowany często mechanizm kwantyzacji cech bohaterów, regulujący zasady ich opisu, co służy rozstrzyganiu odgrywanych i opisywanych akcji. Zazwyczaj odpowiednimi współczynnikami opisane są fizyczne i psychiczne cechy danego bohatera (takie jak: siła, inteligencja, zręczność) oraz umiejętności, określające jak bardzo postać się na czymś zna lub jakie posiada na danym polu doświadczenie (np. targowanie się czy walka mieczem dwuręcznym). W trakcie rozgrywki poszczególne cechy postaci mogą się zmieniać, gdy postać zdobywa nowe zdolności lub ulega obrażeniom. Gracze zazwyczaj spisują informacje o swoich postaciach na specjalnie przygotowanych tzw. kartach postaci, co pozwala na kontynuowanie jedną postacią rozgrywki przez kolejne sesje, odpowiadające kolejnym przygodom, oraz na jej rozwój pomiędzy kolejnymi przygodami.

### Narracja
Narracja w grach fabularnych oznacza teatralny sposób opisu sytuacji z pierwszej osoby. Zarówno gracze, jak i prowadzący grę odgrywają swoją postać, wysławiając się za nią bezpośrednio. Często obok narracji stosuje się także precyzyjny, nastrojowy opis miejsca akcji, przeważnie tworzony przez prowadzącego grę. Narracja jest jednym ze sposobów wymiany informacji na temat tego, co się dzieje w świecie gry.

### Kości

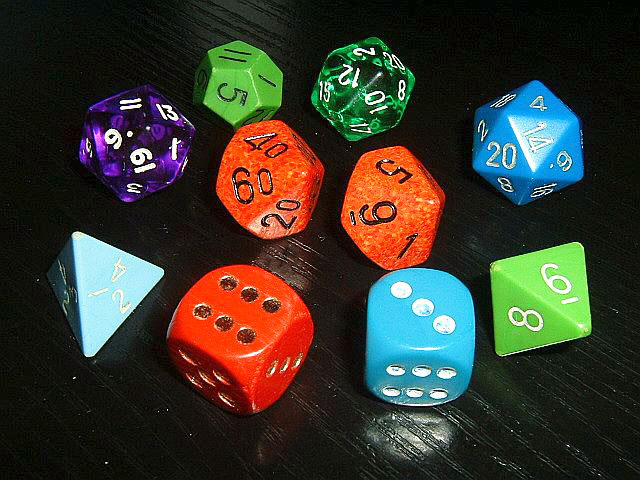
Zestaw kości do gier fabularnych.

Często podczas rozgrywki używane są różne rodzaje kości do gry, które pomagają w bezstronnym określaniu wyników poszczególnych akcji podejmowanych przez bohaterów graczy. Wynik rzutu uwzględniany jest jako kolejny czynnik w równaniach mechaniki systemu. Kostki używane w grach fabularnych mają często nietypową liczbę ścianek – poza 6-ściennymi używa się też 4-, 8-, 10-, 12- i 20-ściennych. Istnieją też kości o większej liczbie ścianek: 30- i 100-ścienne. Większość kostek to wielościany foremne. Istnieją gry wykorzystujące np. karty, rzuty monetami.
Gra może również opierać się wyłącznie o ogólny opis świata, z pominięciem elementu losowości. W takim przypadku o efektach podejmowanych przez graczy akcji decyduje na własną rękę mistrz gry, co wprawdzie pozwala na rozegranie ciekawszych i bardziej satysfakcjonujących scenariuszy (bez ryzyka np. śmierci kluczowego bohatera w połowie gry), ale zarazem czyni mistrza gry jedynym reżyserem scenariusza, pozbawiając graczy łutu szczęścia. Zwolennicy eliminacji kości z RPG uważają z kolei, że zarówno narracja (rozgrywka oparta w większym stopniu na opowieści), jak i klasyczne RPG koniec końców i tak sprowadzają się do decyzji mistrza gry (który nawet w przypadku wykorzystania kości decyduje o stopniu trudności zadań, sile potworów, czy wreszcie konkretnych rezultatach danych działań).